# Adolf Wenig
Adolf František Wenig (13. srpna 1874 Staňkov – 19. března 1940 Praha) byl český spisovatel, pedagog, libretista a překladatel.

## Život
Adolf František pocházel z učitelské rodiny ze Staňkova, kde jeho děda František (1805–1873) a otec Josef (1847–1888) působili na tamní škole jako řídící učitelé. Po dokončení obecné školy ho otec poslal na studia do Domažlic, kde byl ubytován u krejčího Votruby (bylo tehdy zvykem, že menší řemeslníci a úředníci ubytovávali přespolní studenty). Toto období bylo pro Adolfa poměrně obtížné, Votrubova manželka na něm velice šetřila (podle slov jeho matky bylo skrze krajíce Votrubovou ukrojené vidět až ke kostelu).
Osudnou ránou, nejen pro Adolfa, ale celou rodinu, byl otcův dobrovolný odchod ze světa v květnu 1888. Matka Maria Wenigová (rozená Šubrtová, 1846–1912) spolu s dětmi opustila po smrti manžela Staňkov a přestěhovala se k bratrovi Františku Adolfu Šubertovi do Prahy.
Adolf studoval nižší střední školu na Smíchově. Následně Pražský učitelský ústav. Poté přijal místo učitele, nejprve na Žižkově, pak na Královských Vinohradech. Současně se studiem pedagogiky studoval zpěv na pražské Pivodově pěvecké škole.
Dne 21. listopadu 1903 se oženil s Paulinou Korbovou (30. červenec 1880 – 26. březen 1963), dcerou pražského obchodníka Alberta Korba. Od roku 1904 bydleli manželé Wenigovi v Praze v Královských Vinohradech na Korunní třídě číslo 71. Dne 23. července 1905 se jim narodil syn Jan a 28. dubna 1912 syn Adolf.

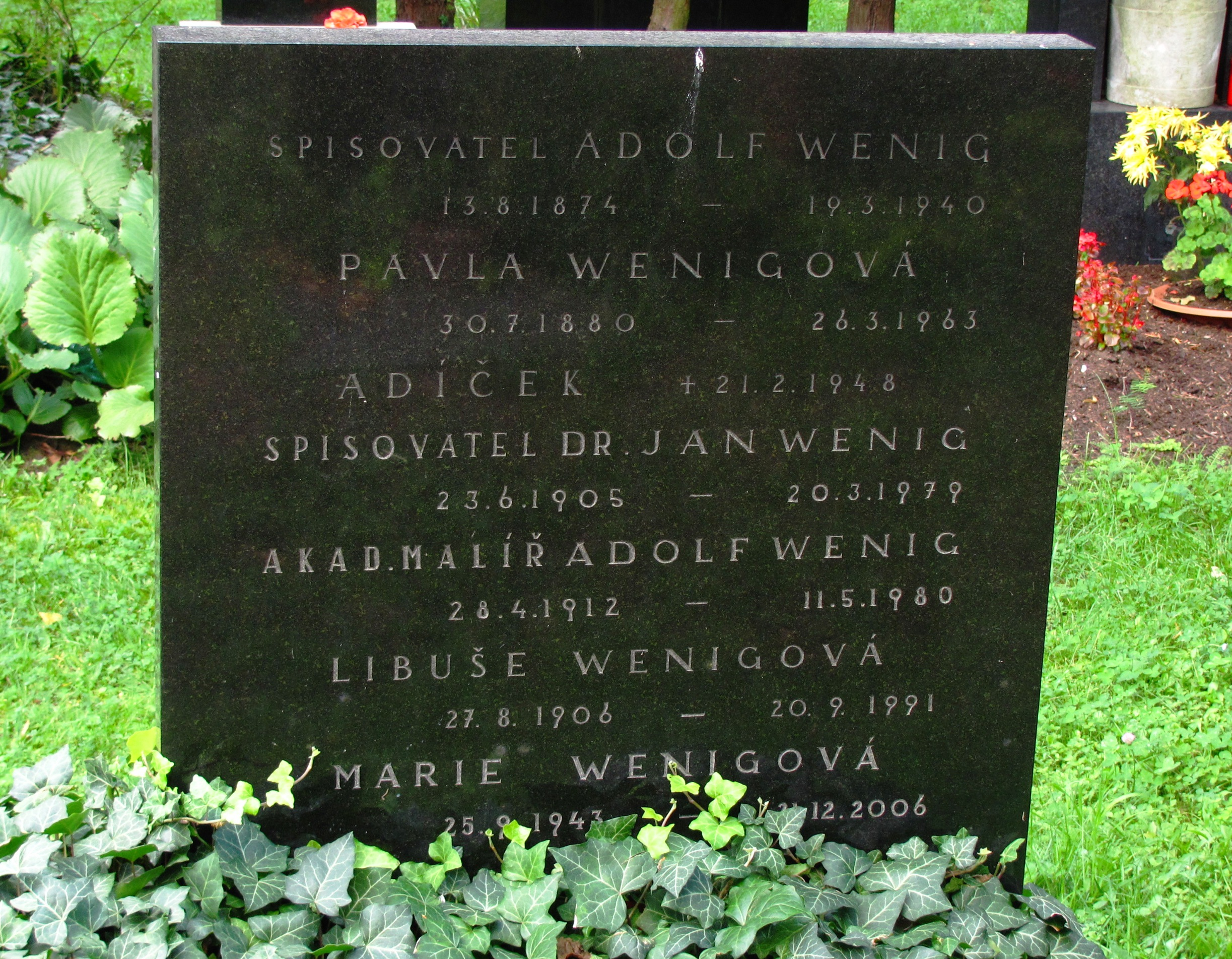
Hrob rodiny Adolfa Weniga na pražském Vinohradském hřbitově

Adolf František Wenig zemřel 19. března 1940 po srdečním záchvatu ve vinohradské nemocnici.

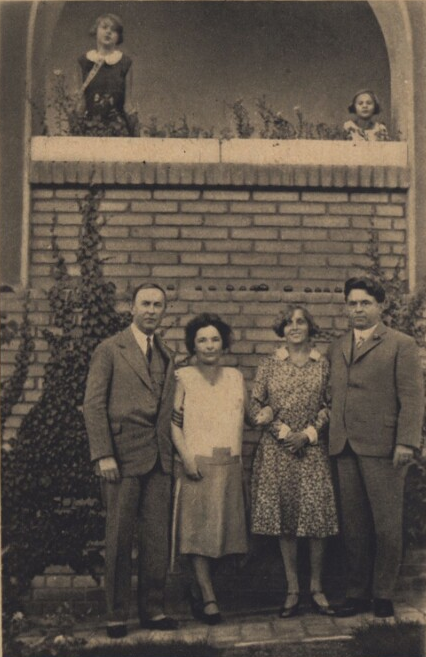
Na zahradě u Wenigů – pestrý týden, 14. 9. 1929

### Rodina
Adolf Wenig pocházel z umělecké rodiny, jeho blízcí i vzdálení příbuzní patřili mezi divadelníky, redaktory, literáty a malíře.
Strýc František Adolf Šubert (1849–1915), ke kterému se v roce 1888 po otcově smrti s matkou a sourozenci přestěhovali, byl mladším matčiným bratrem. Strýc působil v Praze jako významný český dramatik, publicista, redaktor, spisovatel, a především divadelní ředitel. Mezi lety 1883 až 1900 byl prvním ředitelem Národního divadla, v letech 1907–1908 prvním ředitelem Divadla na Vinohradech. Adolf Šubert stál u prvních divadelních kroků nejen synovce Adolfa, ale i jeho bratra Josefa a bratrance. V pozdějších letech byl Adolf Wenig obviňován, že měl u strýce protekci. On sám však toto vyvracel s tím, že strýc pro něho měl laťku výš než pro kohokoli jiného.
Adolf Wenig byl nejstarším ze čtyř sourozenců. Roku 1878 se narodila sestra Marie, následoval bratr Josef, malíř, ilustrátor, jevištní a kostýmní výtvarník. Jako nejmladší ze sourozenců se narodila sestra Růžena (1887), provdaná v roce 1912, na Smíchově, za Vojtěcha Kristiána Blahníka, divadelního historika a kritika. Blízkým spolupracovníkem se Adolfu Wenigovi stal bratranec, hudební skladatel Antonín Vojtěch Horák, syn Anny Horákové, rozené Šubertové (1837–1989), sestry Adolfovy matky Marie.
Adolfovým bratrancem byl také Arnošt Wenig-Malovský, právník, profesor obchodního a směnečného práva a děkan Právnické fakulty Univerzity Karlovy, syn Františka Weniga, bratra Adolfova otce Josefa. Dalším významným bratrancem Adolfa Weniga byl Frank Wenig, spisovatel, novinář a učitel, syn Julia Weniga, třetího z bratrů otce Josefa.
V uměleckých stopách otce i strýce kráčeli i oba synové Adolfa Weniga. Jan byl spisovatel a rozhlasový publicista a Adolf mladší malíř, jevištní a kostýmní výtvarník.

## Tvorba

### Spisovatel

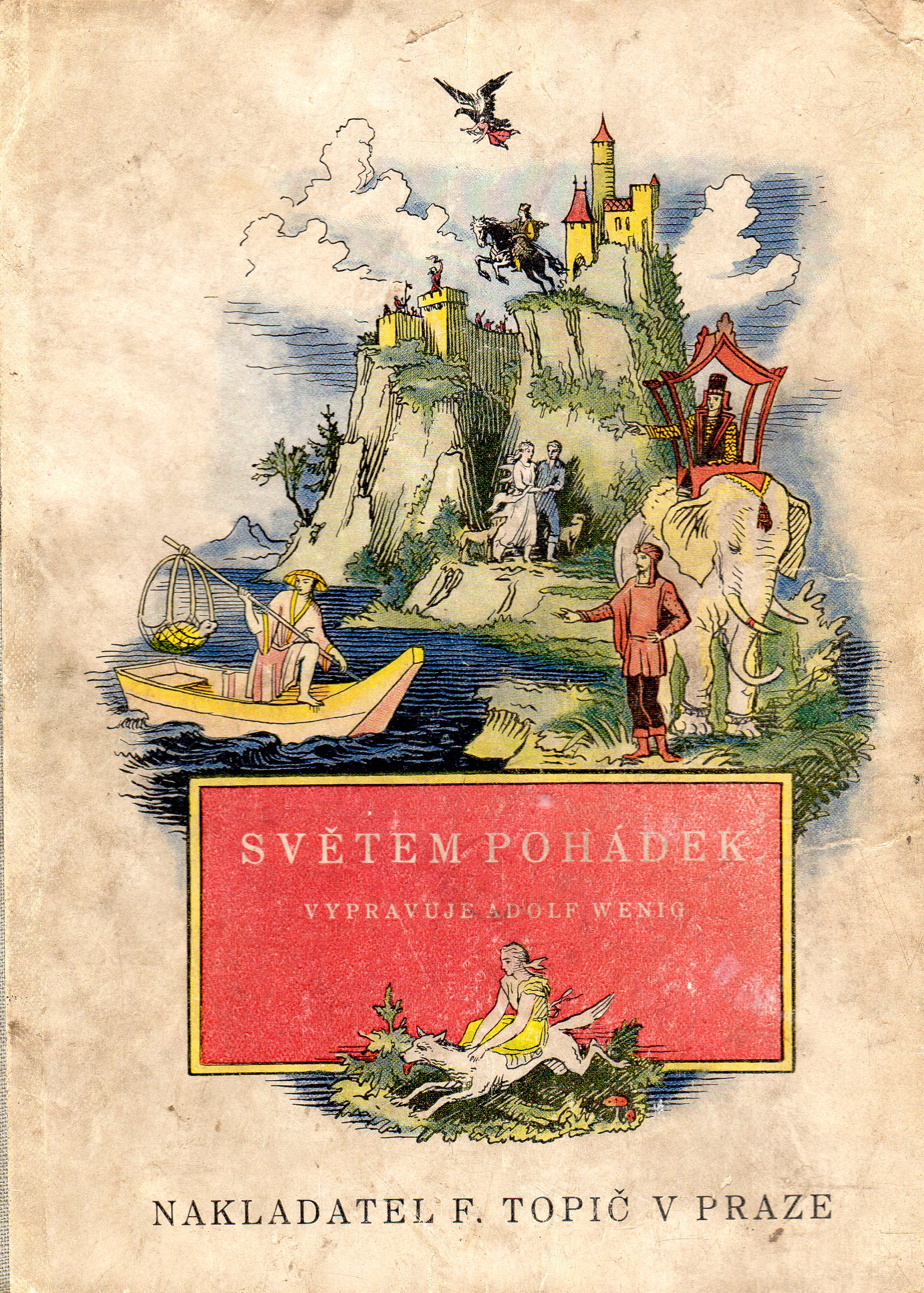
Adolf Wenig: Světem pohádek (obálka), vyd. F. Topič, 1926

Povoláním Adolfa Weniga byla pedagogická činnost, pro současníky byl však znám víc než pedagog jako spisovatel. Jeho literární dílo bylo rozsáhlé, databáze Národní knihovny České republiky eviduje 189 vydaných titulů. Wenigovou prvotinou byla lyrická sbírka prosy a veršů Zahrada srdce, vydaná v roce 1905. O čtrnáct let později (1919) si dvanáct básňových textů z této sbírky vybrala Ema Destinnová k zhudebnění a vydání tiskem. Zahrada srdce, jako jedna z mála Wenigových knih, byla určena pro dospělého čtenáře. Následně převažovala produkce pro děti, především literární zpracování pověstí, na nichž spolupracoval i se svým bratrem Josefem, který k nim často vytvářel ilustrace. Většina rukopisů byla psána ručním tiskacím krasopisem, psací stroj začal používat teprve na sklonku života.
Nejznámějšími, mezi čtenáři oblíbenými, opakovaně vydávanými (i v současnosti) byly: Kocourkov (první vydání 1903), Pověsti o hradech (1907), Čertoviny (1907), Zvířátka a loupežníci (1909), Kytka pověstí (1911), Staré pověsti pražské (1930) a České pověsti (1932). Tvorba Adolfa Weniga podle současníků navazovala na díla Augusta Sedláčka a Aloise Jiráska, za jehož žáka a pokračovatele byl považován, a to nejen ve výběru témat, ale i pro jeho jasný, průhledný sloh a ryzí spisovnou češtinu. Na sklonku svého života, po šedesátém roku věku, se Adolf Wenig téměř odmlčel. Přestal být literárně činný. S jeho tvorbou se mohli čtenáři setkávat už jen v opakovaných vydáních jeho starších knih, nebo na stránkách několika novin a časopisů. Po roce 1930 to byly především Týdeník rozhlasu, Malý čtenář, Venkov a Polední list. Na stránkách posledních dvou uveřejňoval v letech 1939 a 1940 texty vycházející z české historie a pověstí, některé ilustrované jeho synem Adolfem. Úplně posledními Wenigovými otištěnými texty byly Pověsti z Vyšehradu, vydané pod pseudonymem Petr Skála v únoru a březnu roku 1940 na stránkách Poledního listu.
Krátce před smrtí Adolf Wenig dokončil rukopis knihy věnované historii, místopisu a pověstem Českého ráje, který po otcově smrti vydal syn Jan. V rukopisu zůstaly a nikdy vydány nebyly Wenigovy vzpomínky nazvané Barevné střípky.

### Redaktor
Po mnoho let se součástí Wenigova života stala redaktorská práce.
Stál u zrodu a redakce dvou časopisů. V roce 1908 spoluzaložil a od třetího ročníku se po dvanáct let ujal redakce Osení. Druhý, Úsvit, založil a redigoval spolu s několika přáteli, například pedagogem a spisovatelem Františkem Flosem, v roce 1919. Po dvanáct ročníků (1913–1924), spolu s Jaromírem Boreckým, připravoval k vydání Topičův sborník literární a umělecký. Spolu s Bomunilem Boušem a dalšími literáty čtyřsvazkové dílo Za domovem: vlastivěda Čech (s ilustracemi bratra Josefa Weniga).

### Libretista

#### Čert a Káča
Méně početná než literární, ale pro Adolfa Weniga stejně významná, byl tvorba operních libret. Proslavilo jej libreto k opeře Antonína Dvořáka Čert a Káča napsané v roce 1898. Podnět k napsání přišel v roce 1897od Wenigova kolegy, učitele překladatele a spisovatele Josefa Flekáčka (1857–1906). Ten Adolfu Wenigovi se slovy: „Panečku, tohle by byla opera, to byste mohl napsat! “ přinesl knihu pohádek Boženy Němcové rozevřenou na pohádce Čert a Káča. Wenig výzvu přijal a při vzniku libreta se inspiroval nejen Flekáčkem doporučeným pohádkovým příběhem o čertovi a Káče, ale i další pohádkou B. Němcové, Čertův švagr.
A. Wenig libreto dokončil před koncem roku 1897 a v lednu následujícího roku libreto přihlásil pod názvem Ovčák do soutěže vypsané Družstvem Národního divadla, hledající operní libreta z českého prostředí. Wenigův Ovčák vyhrál první cenu, bez toho, aby měl naději na realizaci. Tu mu vtiskl o pár měsíců později Adolfův strýc František Adolf Šubert poté, co se dozvěděl, že Antonín Dvořák hledá původní libreto. Synovcovo libreto k Antonínu Dvořákovi doputovalo prostřednictvím Františka Ladislava Riegera a A. Dvořáka natolik zaujalo, že se jej rozhodl, po několika úpravách, které si na A. Wenigovi vynutil, realizovat. Premiéru měla opera pod názvem Čert a Káča na scéně Národního divadla v Praze 23. 11. 1899 pod taktovkou kapelníka Adolfa Čecha a v režii Františka Adolfa Šuberta. Libreto opera "Čert a Káča" se stalo nejvydávanější literární prací Adolfa Weniga.

#### Na večer Bílé soboty
Dva měsíce před operou Čert a Káča měla na scéně Národního divadla premiéru další z oper, jejíž libreto napsal A. Wenig. Jednalo se o jednoaktovou operu s názvem Na večer Bílé soboty, jejímž tvůrcem byl Adolfův synovec Antonín Vojtěch Horák. A. Wenig psal libreto ve stejné době jako Čerta a Káču, ale premiérována Národním divadlem byla již 21. září 1898, dirigentem Adolfem Čechem a v režii strýce autorů, ředitele Národního divadla Františka Adolfa Šuberta. Navzdory kladné kritice se opera Na večer Bílé soboty dočkala jen třinácti repríz.

#### Babička
Další opera, již autory byly bratranci Adolf Wenig (libreto) a Antonín Vojtěch Horák (hudba), se jmenovala Babička a vycházela z knihy Babička Boženy Němcové. Tříaktové představení opět na scéně Národního divadla režírovat strýc obou autorů, František Adolf Šubert a dirigoval Adolf Čech. Premiéra se konala 3. března 1900. Dílo bylo obecenstvem i kritikou přijato nejednoznačně, což vedlo jen k deseti reprízám. Zajímavostí je, že oba autoři, spolu se sólisty Národního divadla, účinkujícími v Babičce uctili den po premiéře památku Boženy Němcové u jejího hrobu na Vyšehradském hřbitově položením části květinových darů z premiéry.

#### Nosáček
Poslední společnou prací bratranců Adolfa Weniga a Antonína Vojtěcha Horáka byla nikdy nerealizovaná pohádka-melodram Nosáček, na němž pracovali v letech 1907 a 1908. Inspirací ke vzniku byla pohádka Wilhelma Hauffa.

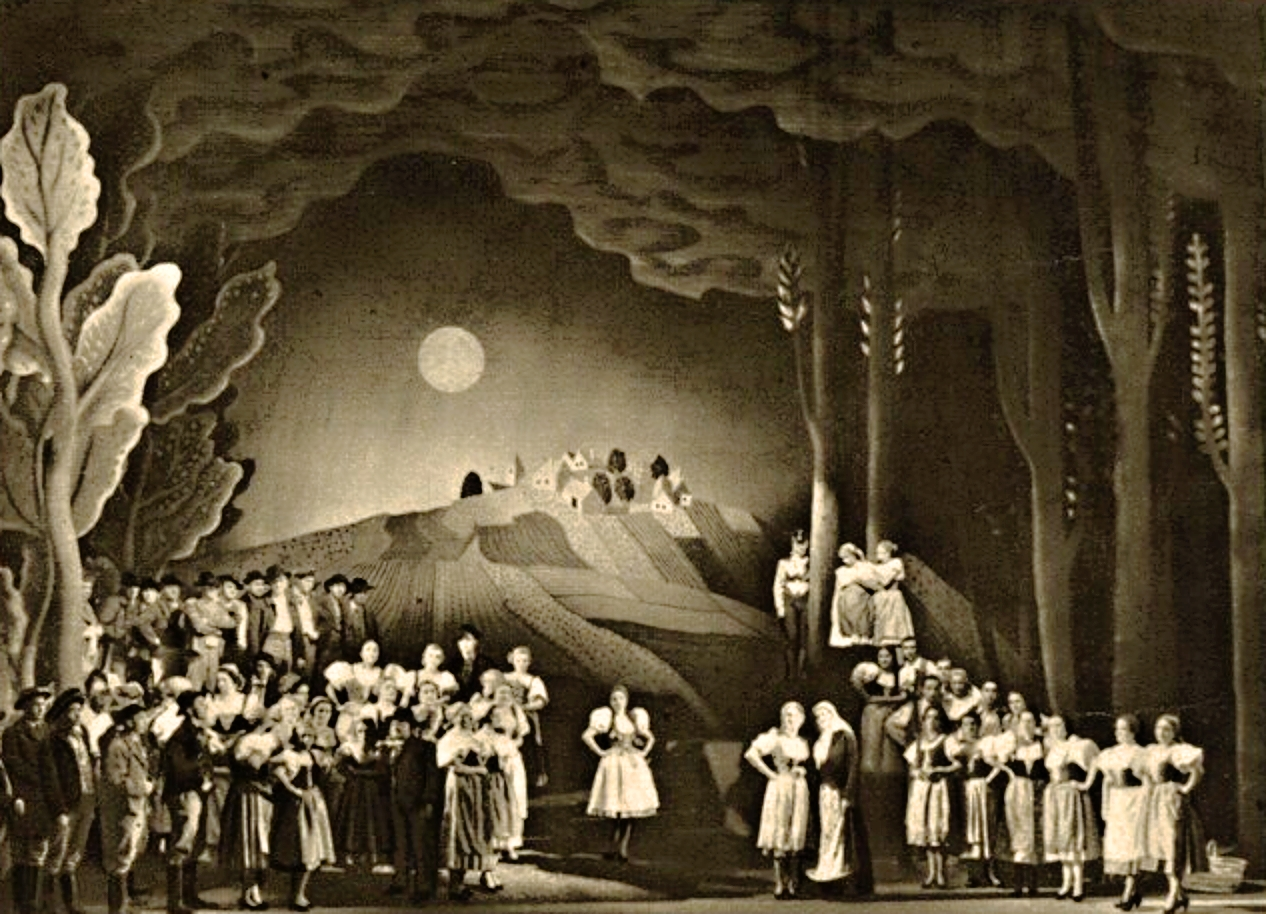
Vodnik (opera), dílo B. Vomáčky a A. Weniga, scéna vesnice (Cyril Bouda)

#### Vodník
Na scénu Národního divadla se Adolf Wenig vrátil po mnoha letech libretem čtyřaktové opery Vodník, na motiv stejnojmenné básně Karla Jaromíra Erbena. Autorem hudby byl hudební kritik a skladatel Boleslav Vomáčka a opera měla premiéru 17. prosince 1937 (režie Luděk Mandaus (1898–1971), dirigent Zdeněk Chalabala, Výprava Cyril Bouda) a obnovenou premiéru o jedenáct let později, 7. prosince 1948. V roce 1937 kritika přijala operu velmi kladně s podotknutím, že Adolf Wenig navázal na úspěch libreta Dvořákovy opery Čert a Káča.

#### Modrý květ
Poslední libreto Adolfa Weniga bylo později realizováno pod názvem Modrý květ. Wenig je původně zamýšlel ve formě uzavřených čísel se zpěvy, tancem a dialogy pro nevelká jeviště. Poté, co se zhudebnění ujal Zdeněk Hůla, se autoři domluvili na novém formátu pro velké jeviště a orchestr s nutností sjednocení jednotlivých částí v celek. Výpravnou hudební hru o osmi jednáních Modrý květ pro scénu Národního divadla připravili: hudbu Zdeněk Hůla, dirigent František Škvor, režisér Vojta Novák, s výpravou Adolfa Weniga mladšího. Modrý květ měl premiéru 17. listopadu 1937 a dočkal se čtrnácti repríz. Hra spojující v sobě prvky činohry, opery i baletu byla kritikou přijata velmi kladně. Jeden z kritiků například napsal: „Ano, Modrý květ je opravdu jako květ: líbezný a potěšující“.

### Dramatik

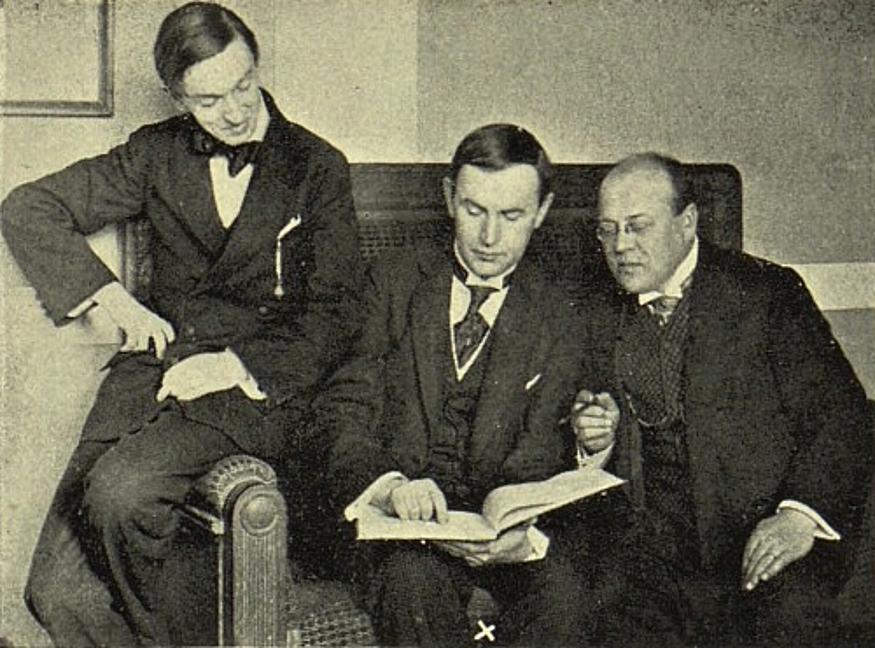
Tvůrci hry K Betlému (1916) Zleva: Josef Wenig (výprava), Adolf Wenig (autor), František Hlavatý (režie)

#### Vlastní tvorba
Svou první divadelní hru, K Betlému, napsal v roce 1915 pro tehdejší Městské divadlo Královských Vinohradů. Sedmiaktová hra měla premiéru 2. prosince 1915 k oslavě 67. výročí nastoupení na trůn Františka Josefa I. Hudbu vycházející z nápěvů lidových písní, téměř ve formě operety, složil Rudolf Piskáček. Pohádkovou výpravu vytvořil autorův bratr Josef. Režie se ujal František Hlavatý.
Celým dějem prochází dětská dvojice Mařenka a Frantík, kteří ve vánočním snu spatří Josefa a Marii před betlémskou bránou a spolu s nimi prožívají vše, co k Adventu paří – navštíví pastýřskou salaš, spolu s pastýři a třemi králi putují za betlémskou hvězdou k Jesličkám.
Hru přijali příznivě jak kritici, tak i diváci. I díky tomu byla ještě v roce 1915 vydána tiskem.
Druhou hrou určenou dětem, O nejhonzovatějším Honzovi, A. Wenig napsal a Vinohradské divadlo ji v režii Jana Porta uvedlo v premiéře 11. února 1939 s hudbou Antonína Marii Nademlejnského (1898–1985), ve výpravě autorova bratra Josefa. Adolf Wenig v deseti obrazech zúročil svůj zájem o české a moravské pohádky věnované postavě Honzy.
Posledním Wenigovým scénářem byla hra Stavitel chrámu, určena nikoli však pro divadlo, ale pro školský rozhlas. Wenig tím reagoval na soutěž vypsanou firmou Philips, hledající původní českou hru pro školský rozhlas, v níž byl odměněn cenou 1000 Kč.

#### Úpravy, překlady divadelních her
Především pro tehdejší Vinohradské divadlo Adolf Wenig upravil několik scénářů a libret dramat, oper a operet. V roce 1917 Vinohradské divadlo v režii Františka Hlavatého uvedlo Wenigovu úpravu Tylovy hry Fidlovačka. Úpravy spočívaly jak v dramaturgických změnách, tak především v překladech německých částí textů a úprav písní. Další Tylovu hru, Paní Marjánka, matka pluku, pro Vinohradské divadlo A. Wenig upravil v roce 1939, kdy byla uvedena pod režií Františka Salzera, s jevištní úpravou Josefa Weniga.
Překlady a úpravy divadelních her, oper a operet cizojazyčných děl byly v tvorbě A. Weniga početnější než úpravy děl českých autorů. Viz Dílo.

### Film
Ve své tvorbě se Adolf Wenig dotkl i filmu. V roce 1919 spolu s bratrem Josefem připravili námět a scénář němého filmu s názvem Dáma s růží. Tříaktové pražské drama v hlavní roli s Rudolfem Deylem starším, vyprávělo příběh básníka, zamilovaného do starého portrétu dámy, setkávajícího se v horečných snech se svou rokokovou dámou ve staropražské palácové zahradě. Film měl premiéru 19. srpna 1919 v pražském kině Světozor a diváky byl hodnocen kladně především pro scény ze staropražských ulic a zahrad.
K filmové tvorbě se Adolf Wenig vrátil až na sklonku svého života filmem Madla zpívá Evropě. Film byl realizován podle knižní předlohy Adolfova syna Jana. Adolf Wenig byl tvůrcem písňových textů, avšak smrt mu nedovolila zhlédnout premiéru filmu (29. 3. 1940). Zemřel deset dní před premiérou.
Před svým skonem napsal Adolf Wenig scénář filmu Kouzelník dobrého krále. Scénář vytvořil na námět své knihy Žito čaroděj, jako reakci na soutěž vypsanou Filmovým studiem. Dokončený scénář po Wenigově skonu zůstal v jeho pozůstalosti v rukopise.

### Rozhlas
V posledních letech života, mezi lety 1932 a 1939, Adolf Wenig spolupracoval s Rozhlasem (Radiojournal). Pro vysílání připravoval poezii, fejetony, vzpomínky, vyprávění z historie Prahy a Čech a rozhlasové scénky. V listopadu roku 1938 stanice Praha odvysílala dramatizaci jeho divadelní hry K Betlemu. Více viz Dílo.

## Dílo (výběr)

### Pohádky a pověsti
- Pohádky (s obrázky Josefa Weniga, Praha, B. Kočí, 1902)
- Bohatýrské zvěsti (ilustrace Karla Šimůnka, Praha, J. R. Vilímek, 1906)[37]
- Čertoviny (z lidových pohádek, obrázky a výzdoba knihy od Josefa Weniga, Praha: František Topič, 1907)[38]
- Pověsti o hradech (il. Jaroslav Benda, Praha, Komenium, 1907)
- Věnec pražských pověstí (kreslil Mikoláš Aleš, Praha, F. Topič, 1908)[39]
- Pohádky vypravuje Adolf Wenig s obrázky Josefa Weniga – Praha: B. Kočí, 1908[40]
- Kytka pověstí – Praha: F. Topič, 1911[41]
- O černé hodince: pohádky, příběhy a vzpomínky – Praha: F. Topič, 1912[42]
- Japonské pohádky (kresby V. H. Brunner, Pacov, Přemysl Plaček, 1917)[43]
- Valašské pohádky – B. M. Kulda; vybral a doslovem opatřil Adolf Wenig; ornamentace pro tuto knížku kreslil V. H. Brunner. Pacov: P. Plaček, 1918[44]
- Vánoce: povídky a legendy – illustroval J. Wenig. Praha: F. Topič, 1918[45]
- Zvířátka a loupežníci: kniha pohádek – nakreslil J. Wenig. Praha: F. Topič, 1919[46]
- Pohádky bulharské, Pohádky litevské, Pohádky malajské, Pohádky švédské (Praha, F. Topič, 1925)
- Blaník (věnec pověstí a příběhů dějinných, ilustrace Josef Wenig, Praha, Šolc a Šimáček, 1928)
- Žito čaroděj a jiné povídky o šibalstvích a kouzlech (ilustroval Petr Dillinger, Praha, Ústřední nakladatelství a knihkupectví učitelstva českoslovanského, 1928)
- České pověsti (kresby Josefa Weniga, Praha, Leopold Mazáč, 1932–1933)
- Čeští bohatýři (postavy z minulosti, nakreslil Josef Wenig, Praha, Josef Hokr, 1932)
- Čarovný kořen a jiné příběhy kratochvilné (kresby A. V. Hrstky, Praha, L. Mazáč, 1933)
- Moravskoslezské pověsti (kresby Josefa Weniga, Praha, L. Mazáč, 1933)[47]
- Literární směska: pohádky, pověsti, vzpomínky – Praha: F. Topič, 1935[48]
- Náš hrad: staré pověsti Pražského hradu, památky minulých dob, dějinné příběhy – Praha: J. R. Vilímek, 1938[49]
- Zvířátka a loupežníci: pohádky – kresby Josef Wenig. Praha: Novina, 1944[50]

### Libreta
- Na večer Bílé soboty (libreto o 1 aktu, hudba A. Vojtěcha Horáka, Praha, Alois Wiesner, 1898)[51]
- Babička (obrazy z venkovského života od Boženy Němcové, pro jeviště o 3 odděleních a dohře upravil Adolf Wenig, hudbu složil A. Vojtěch Horák, Praha, A. Wiesner, 1899)[52]
- Čert a Káča (opera o třech jednáních, dle národní báchorky, hudbu složil Antonín Dvořák, Praha, A. Wiesner, 1899)[53]
- Fidlovačka, aneb, Žádný hněv a žádná rvačka: obrazy života pražského se zpěvy ve čtyřech odděleních s proměnou – napsal Josef Kajetán Tyl; hudbu složil František Škroup; text upravil Adolf Wenig; klavírní výtah podle originálu upravil A. J. Nademlejnský. Praha: Alois Neubert, 1934[54]

### Překlady
- 1908 – Nikolaj Vasiljevič Gogol: Revizor (opereta, hudba Karel Weis, režie Alois Charvát [1857–1933])
- 1908 – C. Haffner a Richard Genée: Netopýr (opereta, hudba Johann Strauss[55])
- 1909 – Rudolf Lothar: Nížina (hudební drama, dirigent: Bedřich Holeček, režisér: A. Dobrovolný)
- 1911 – Adolphe-Philippe Dennery, Jules-Henri Brésil: Kdybych byl králem (opera, dirigent Bedřich Holeček [1882–1942], režie František Hlavatý)[56]
- 1913 – Oskar Blumenthal: Souboj (veselohra, režie František Hlavatý)
- 1917 – Leo Stein: Polská krev (opereta, dirigent Rudolf Piskáček, režie: Vladimír Marek [1882–1939])
- 1917 – Julius Brammer: Královská láska (opereta, dirigent Rudolf Piskáček, režie Karel Faltys [1878–1944])
- 1931 – Bedřich Vilém Gotter: Romeo a Julie (zpěvohra, hudba Jiří Benda)[57]
- 1933 – Jules Massenett: Don Quichotte (dirigent: Milan Zuna [1881–1960], režie Hanuš Thein)

### Rozhlas
- 26. listopadu 1932 – Praha v pověstech
- 30. července 1933 – Radiofeuilleton: Z veltruského parku
- 25. prosince 1934 – Vánoce veršem
- 29. června 1935 – Svatý Petr v české literatuře (recitace, sestavil a původní slovo)
- 20. prosince 1935 – Feuilleton o polévce
- 29. prosince 1935 – Zlé časy (rozhlasová scéna)
- 26. července 1936 – Slavnost ve Veltruském parku
- 13. listopadu 1936 – Dětská móda v historii
- 25. prosince 1938 – K Betlemu (divadelní hra)
- 2. května 1939 – Ze vzpomínek Dvořákova libretisty
- 9. července 1939 – Kam se chodívalo z Prahy na výlety

### Jiné
- Kocourkov (z historie staroslavného města, nakreslil Artuš Scheiner, Praha, F. Topič, 1903)
- Zahrada srdce (verše a próza, výzdoba knihy od Josefa Weniga, Praha, Edvard Leschinger, 1905)
- Veltrusy, park a zámek (fotografoval B. Vavroušek, Praha, F. Topič, 1917)[58]
- Klárinka: povídka – Pacov: P. Plaček, 1918[59]
- Podivuhodné příhody barona Prášila na zemi, na vodě i ve vzduchu (převyprávěno A. W., ilustroval Artuš Scheiner, Praha, Plamja, 1930)
- Cesta pana Haranta (vypravuje Adolf Wenig, obrázky nakreslil Adolf Wenig ml., Praha Josef Hokr, 1932)
- Vzpomínka na Zbiroh (serenáda: op. 180, hudba Václav Vačkář, slova Adolf Wenig, Praha, K. Barvitius ml., 1940)